# Missa solemnis (Beethoven)

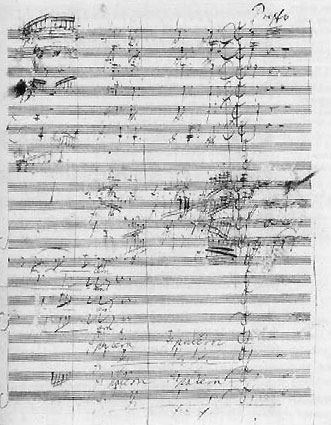
Bản thảo tác phẩm Missa Solemnis của Ludwig van Beethoven

Bộ lễ trọng cung Rê trưởng, Op. 123 là một missa solemnis nổi tiếng của nhà soạn nhạc người Đức Ludwig van Beethoven. Ông sáng tác tác phẩm này trong các năm 1819-1823. Tác phẩm được trình diễn lần đầu tiên vào năm 1824 tại thành phố Sankt Petersburg. Đây là một trong những thử nghiệm đầu tiên của Beethoven về tác phẩm dành cho dàn hợp xướng. Tác phẩm thể hiện khát vọng thoát khỏi nỗi đau chiến tranh của tác giả.